# Dulle Griet (kanon)

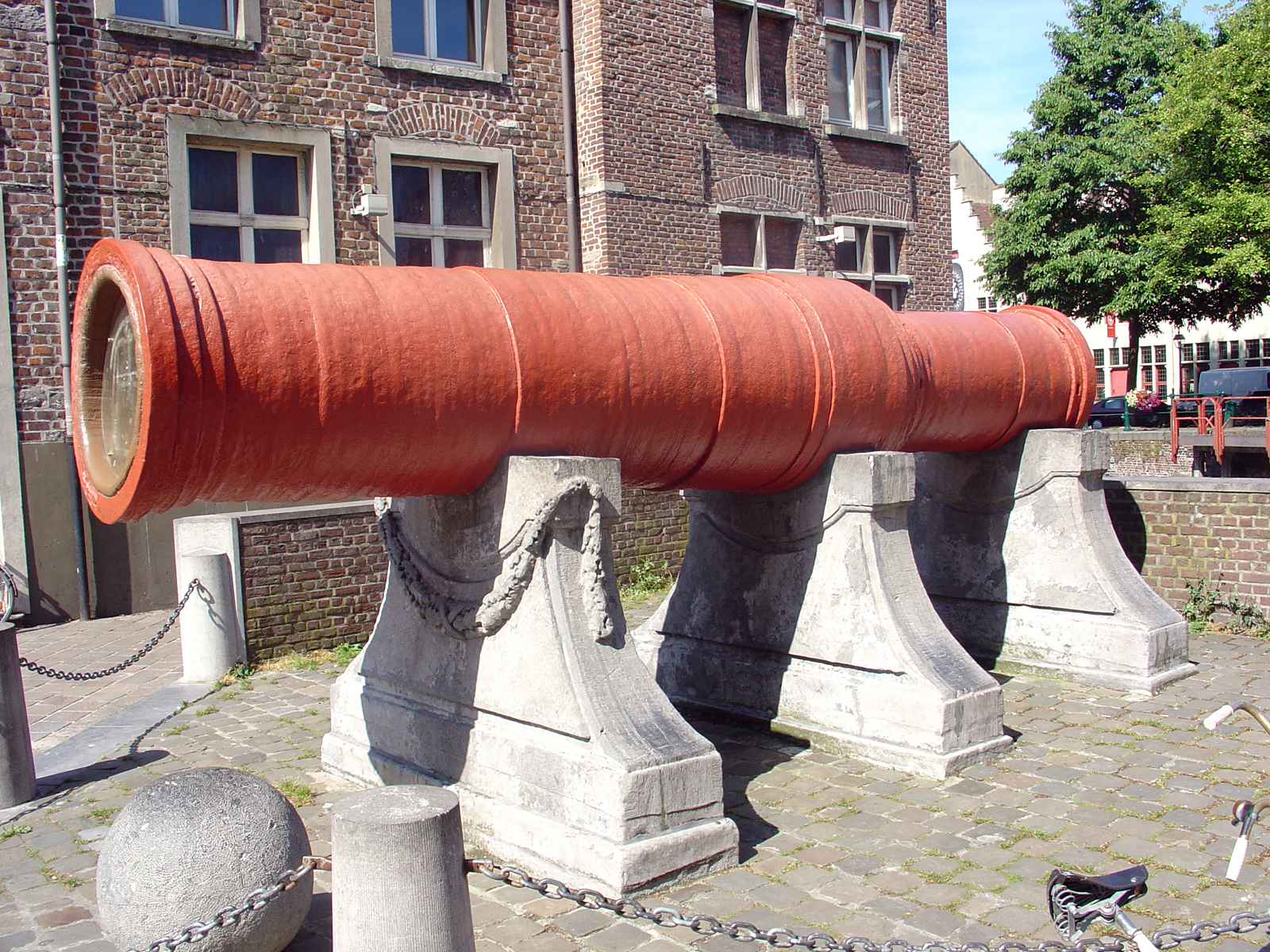
De "Dulle Griet" bij de Vrijdagmarkt van Gent.

Dulle Griet is een monumentale, ijzeren bombarde in de Belgische stad Gent. Vanwege de oorspronkelijke rode kleur werd het kanon van oudsher ook groten rooden duyvele genoemd. De bombarde stamt uit 1431 en werd waarschijnlijk vervaardigd door Jean Cambier, de grote wapenleverancier van de Bourgondische hertog Filips de Goede. Ze werd in 1578 samen met ander wapentuig van Oudenaarde naar Gent gebracht om daar te worden gebruikt in de strijd tegen de Spanjaarden. Of het kanon werd gestolen of gekregen is onduidelijk. 
Het is een zogenaamd gecercleerd kanon dat werd vervaardigd uit smeedijzeren staven waar omheen ijzeren hoepels werden gelegd. Met een lengte van 5,025 meter en (volgens metingen van de Gentse stadsdiensten) een gewicht van 12.250 kg was het een voor de tijd ongewoon groot geschut. Het oorspronkelijke gewicht is mogelijk zelfs 12.500 kg geweest, maar door de eeuwen heen is het totale gewicht door verroesting gedaald. De bombarde kon stenen projectielen met een diameter van 64 cm en een (geschat) gewicht tot 295 kg verschieten. De houten schragen waar Dulle Griet oorspronkelijk op rustte, werden in 1783 vervangen door versierde steunen van blauwe hardsteen.
Sinds 1943 is de Dulle Griet een beschermd monument. Het pleintje waar het kanon staat, is Groot Kanonplein genoemd.
In het Neroalbum "De Bom van Boema" (1983) vuurt Oscar Abraham Tuizentfloot een kanonskogel af vanuit het Gentse Dulle Griet-kanon.